# Toeapse
Toeapse (Russisch: Туапсе) is een Russische stad aan de noordoostelijke kust van de Zwarte Zee aan de westelijke uitlopers van de Kaukasus in de kraj Krasnodar. Toeapse ligt op de rechteroever van de gelijknamige rivier en is het bestuurlijk centrum van het district Toeapsinski. De stad heeft een grote olie-industrie en is een bekende badplaats.

## Geschiedenis

### Pre-Russische periode
De eerste mensachtigen (neanderthalers) woonden ongeveer 300.000 jaar geleden in het gebied. In ongeveer 3000 v.Chr. woonden er stammen in het gebied die hunebedden (dolmens) bouwden. Een bijzonder archeologisch monument is Psynako 1, wat mogelijk het eerste zonneobservatorium van de wereld was.
De eerste verwijzingen naar Toeapse dateren uit de 400 tot 200 v.Chr.. De naam komt uit het Circassisch: tʷʼa.psə (toea pse) betekent 'twee rivieren'. De Grieken noemden het Nicopsia. De plaats werd in die tijd al bewoond door de Sjapsoegi (een van de Adygese stammen) en was toen een groot centrum voor de slavenhandel. Byzantijnse geleerden noemden het Tuaps. In de 13e eeuw werd de plaats net als vele andere plaatsen aan de oostkust van de Zwarte Zee vernietigd door de legers van Dzjengis Khan. Vanaf de 15e eeuw werd de plaats onderdeel van het Ottomaanse Rijk, waarbij de islam werd geïntroduceerd.

### Stichting, vernietiging en Turkse periode
In 1829 kwam de plaats bij het Russische Rijk als onderdeel van het Verdrag van Adrianopel. In 1838 werd het Russische fort Veljaminovsk er gebouwd als onderdeel van de Zwarte Zeekustlinie om buitenlandse mogendheden als de Engelsen en de Turken ervan te weerhouden om de inheemse bergbevolkingen in de Kaukasus te steunen in hun 'heilige oorlogen' tegen de Russen. Het fort werd hetzelfde jaar nog vernietigd door de Sjapsoegi, maar werd in 1840 weer herbouwd. Bij de Krimoorlog streden de Russen tegen krijgsheer imam Sjamil in de Kaukasus. In 1853 werden de Russen gedwongen tot het verlaten en vernietigen van de Zwarte Zeekustlinie en werd ook fort Veljaminovsk vernietigd. In 1857 werd het een Turkse basis, die de Adygeeërs en Sjapsoegi met behulp van Engelse en Turkse schepen voorzag van wapens tegen de Russen. Twee jaar later in 1859 vernietigde een Russische vloot onder leiding van majoor Levasjov de basis echter weer. Deze was namelijk een broeinest van wapenhandel en ook werd er slavenhandel gedreven. In 1862 heroverde een Russische strijdmacht onder leiding van Vasili Gejman de ruïnes van het fort Veljaminsk. De plaats Toeapse werd dat jaar door de Russen gebruikt voor de gedeeltelijk gedwongen deportatie en gedeeltelijk vrijwillige evacuatie van ongeveer 500.000 Adygeeërs, Oebychen en Sjapsoegi naar het Ottomaanse Rijk.

### Toeapse als Russische plaats
In 1864 begon de eerste bewoning door onder andere Russen, Armenen en Grieken. In 1875 werd de plaats hernoemd tot Veljaminovski Posad. In 1895 werd Toeapse aangesloten op de hoofdwegen Novorossiejsk-Soechoemi en Majkop-Toeapse. Het jaar daarop werd begonnen met de bouw van de haven. In 1897 werd de plaats hernoemd tot Toeapse en tot het bestuurlijk centrum van de goebernija (provincie) Zwarte Zee gemaakt.
De plaats kreeg de stadsstatus in 1916. In dat jaar werd ook de spoorlijn van Toeapse naar Armavir aangelegd. Tijdens de Russische Burgeroorlog was de stad verscheidene malen in handen van verschillende groeperingen, waarbij de stad zwaar beschadigd raakte. Het raakte ook betrokken bij het Sotsji-conflict. In 1927 werden onder leiding van architect Vladimir Sjoechov pijpleidingen aangelegd van de aardolievelden bij Majkop en Grozny naar de haven van Toeapse, waar een olieraffinaderij en een petroleumhaven werden gevestigd als onderdelen van het eerste vijfjarenplan. Ook werd de scheepsbouw toen ontwikkeld.
Na het uitbreken van de Grote Vaderlandse Oorlog in Rusland in 1941 werd in oktober van dat jaar een militair vliegveld aangelegd bij Toeapse en de haven omgebouwd tot marinehaven onder leiding van Georgi Zjoekov. Bij operatie Barbarossa werd eerst Majkop aangevallen, waarna de Duitse legers een aantal pogingen deden om de stad te veroveren, daar de stad een strategische waarde had in verband met de olieraffinage, het spoornetwerk, de haven en het vliegveld. Het spoorwegnetwerk zou hen een betere verbinding hebben kunnen geven met Duitse eenheden in Novorossiejsk. De stad werd in totaal 465 keer gebombardeerd en aangevallen in oktober en november van 1942. De aanval liep echter stuk op de bergruggen rond de stad. Een tweede aanval werd gevolgd door een tegenaanval van het Rode Leger, waarbij de Duitse eenheden werden omsingeld en vernietigd op 17 december 1942. Hierna deden de Duitse generaals geen nieuwe pogingen meer om de stad te veroveren. Bij de strijd rond Toeapse kwamen ongeveer 25.000 Duitsers en 100.000 Russen om. De stad was voor het grootste deel verwoest.
Na de oorlog werd de stad in korte tijd weer opgebouwd. De olie-industrie kreeg door de verwoesting de kans om de nieuwste technieken te gebruiken, zodat de productie steeg. De olie-industrie is nog steeds een van de belangrijkste economische sectoren van Toeapse. 
Tijdens de oorlog met Oekraïne werd de raffinaderij 14 maart 2025 geraakt door een Oekraïense Long Neptune kruisraket waarop er een grote brand uitbrak.

## Geografie

### Klimaat
| Maand                       | jan   | feb   | mrt   | apr  | mei  | jun  | jul  | aug  | sep   | okt   | nov   | dec   | Jaar    |
| --------------------------- | ----- | ----- | ----- | ---- | ---- | ---- | ---- | ---- | ----- | ----- | ----- | ----- | ------- |
| Hoogste maximum (°C)        | 18,6  | 21,0  | 26,5  | 28,7 | 35,4 | 36,1 | 39,7 | 37,8 | 36,6  | 35,1  | 25,5  | 21,2  | 39,7    |
| Gemiddeld maximum (°C)      | 8,4   | 8,9   | 11,8  | 16,6 | 21,3 | 25,3 | 28,7 | 29,3 | 25,3  | 20,2  | 14,4  | 10,3  | 18,4    |
| Gemiddelde temperatuur (°C) | 5,5   | 5,6   | 8,3   | 12,8 | 17,1 | 21,2 | 24,3 | 24,7 | 20,7  | 15,9  | 10,8  | 7,3   | 14,5    |
| Gemiddeld minimum (°C)      | 2,7   | 2,4   | 4,8   | 8,9  | 12,9 | 17,0 | 20,0 | 20,0 | 16,0  | 11,5  | 7,2   | 4,2   | 10,6    |
| Laagste minimum (°C)        | −16,8 | −13,3 | −8,0  | −4,2 | 2,3  | 8,8  | 12,6 | 10,2 | 6,6   | −0,1  | −9,1  | −11,8 | −16,8   |
|                             |       |       |       |      |      |      |      |      |       |       |       |       |         |
| Neerslag (mm)               | 161,1 | 120,6 | 107,8 | 92,6 | 93,4 | 88,3 | 90,0 | 95,6 | 121,6 | 123,8 | 158,6 | 174,7 | 1.428,1 |
| Bron: meteolabs.ru          |       |       |       |      |      |      |      |      |       |       |       |       |         |

## Economie
De stad heeft een grote haven die vooral voor de export van olie en petroleum wordt gebruikt. Het wordt ook gebruikt voor de export van steenkool. Het is de enige Russische ijsvrije diepzee-steenkoolhaven. In 2002 had de haven een vrachttonnage van 17,9 miljoen ton en deden 13.000 schepen de haven aan. Rond de haven bevinden zich een olieraffinaderij van Rosneft en een scheepsreparatiebedrijf. Andere economische sectoren zijn de machinebouw, productie van voedsel, verwerking van kalksteen, mergel en zandsteen. In de regio rond Toeapse wordt tabak, thee, fruit en groente verbouwd.

## Demografie
In Toeapse wonen voornamelijk Russen, maar ook een grote groep Armenen en ongeveer 10.000 sprekers van het Sjapsoegdialect van het Adygees.
| 1916   | 1926   | 1959   | 1970   | 1979   | 1989   | 2002   |
| ------ | ------ | ------ | ------ | ------ | ------ | ------ |
| 25.000 | 12.000 | 36.700 | 51.400 | 59.800 | 63.000 | 64.200 |

## Bezienswaardigheden
In de buurt van de plaats ligt het grootste kindercentrum van Rusland Orljonok, dat in de sovjettijd een van de grootste Jonge Pionierskampen van de Jonge Pioniersorganisatie van de Sovjet-Unie was. Ook zijn rondom Toeapse vele overblijfselen te zien van hunebedden uit de bronstijd en andersoortige archeologische ruïnes.
Binnen de stad staan een aantal musea.

## Geboren in Toeapse
- Natalie Glebova (1981), Russisch-Canadees model - ze was Miss Universe in 2005 - en presentatrice
- Vladimir Kramnik (1975), wereldkampioen schaken van 2000 tot 2007